# Sätila SK
Sätila SK är en sportklubb i Västergötland. Den huvudsakliga verksamheten är inom fotboll, men även andra sporter som friidrott, boule, Discgolf och skidåkning utövas inom föreningen. Föreningen äger och driver anläggningarna Lygnevi och Åängen i Sätila och sköter även om ett 2,5 km långt elljusspår beläget i utkanten av samhället. 

## Historia
Föreningen bildades den 3 mars 1928 under namnet Sätila Velocipedklubb. Som namnet visar var det huvudsakligen cykel som stod på programmet. Efter några år kom dock fler sporter på programmet varför föreningen 1931 bytte namn till Sätila Sportklubb. I sporter som bandy, orientering, ishockey, basket och handboll har föreningen haft verksamhet, men dessa aktiviteter har funnit med tiden. Två klubbar har bildats ur Sätila SK. OK Räven, som sysslar med orientering, och Sätila Basket som har rönt stora framgångar inom basket, framförallt på damsidan.